# Bentley Bacalar

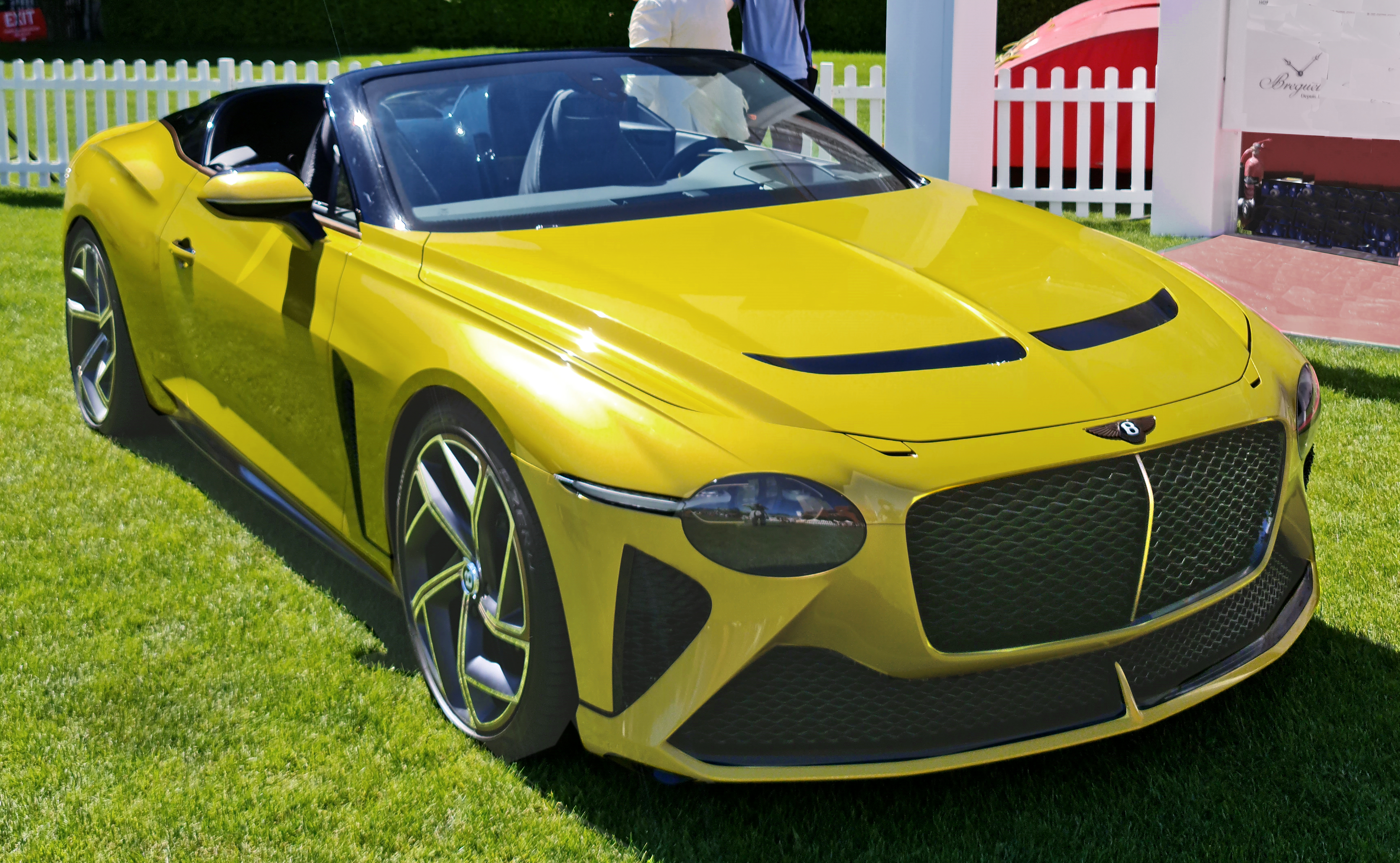
Vorderansicht

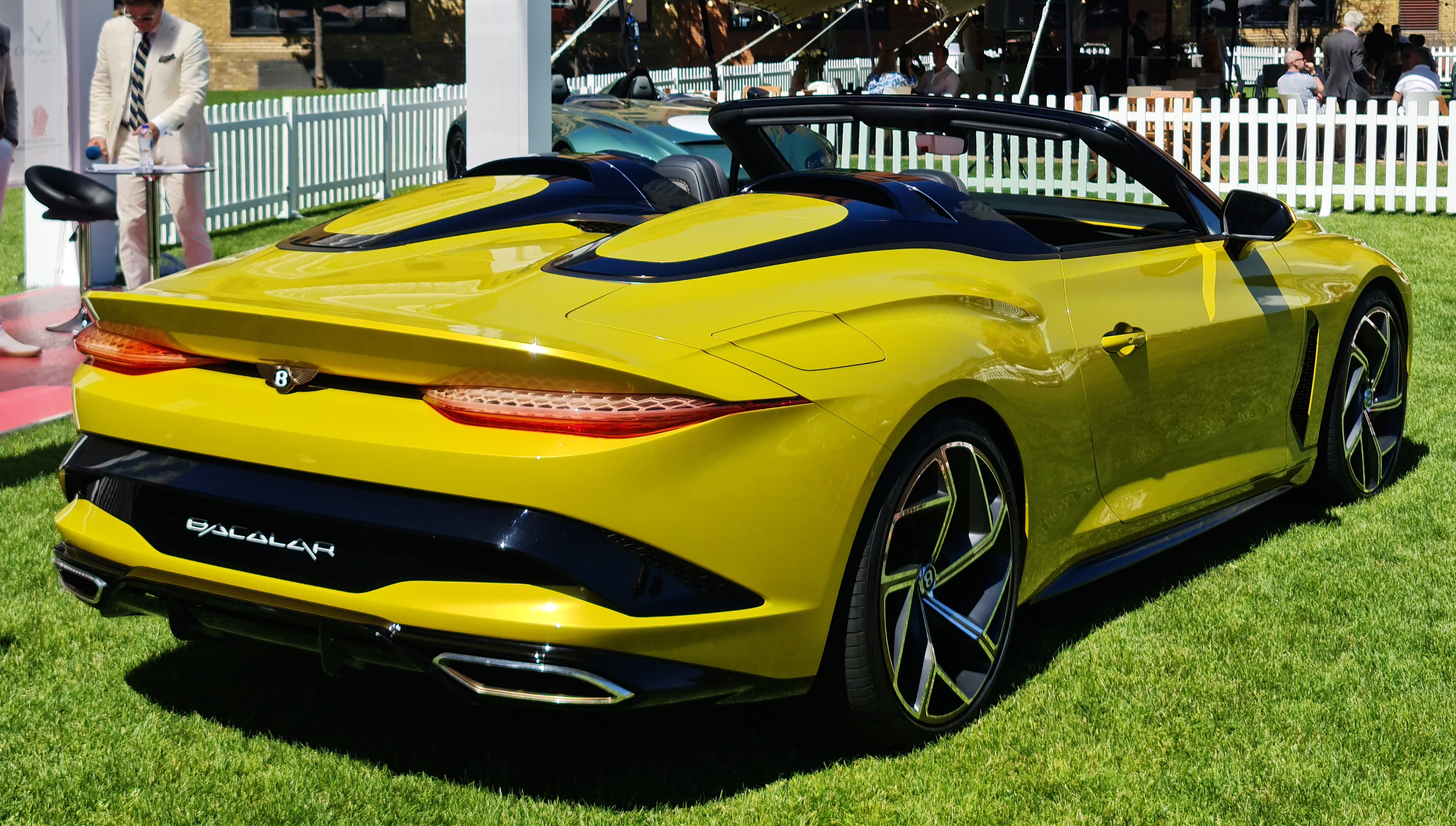
Rückansicht

Interieur

Der Bentley Bacalar ist ein Roadster, der im März 2020 vorgestellt  wurde. Zwölf individuelle Exemplare wurden von Bentleys Karosseriebauer Mulliner in Handarbeit gefertigt. Der Name des Fahrzeugs stammt von einem Teil der mexikanischen Halbinsel Yucatan, der „Laguna Bacalar“. Dem Fahrzeug ging 2019 die elektrisch angetriebene 5,80 m lange Studie Bentley EXP 100 GT voraus. Sechs Bacalar zeigte Bentley auf der kalifornischen Monterey Car Week im April 2021. Der Preis betrug bei der Vorstellung 1,5 Millionen Pfund (etwa 1,73 Millionen Euro).

## Technik
Abgesehen von den Keyless-Go-Türöffnern gibt es kein Teil der Karosserie in einem anderen Fahrzeug: Türen und Kotflügel bestehen aus kohlenstofffaserverstärktem Kunststoff (Carbon), das Heck des Cabriolets wurde aus Aluminium gefertigt. Der Bacalar rollt auf 22 Zoll großen Leichtmetallrädern; die Größe ist auch beim Bentley Flying Spur und beim Bentley Continental GT möglich.
Der 6,0-l-Zwölfzylinder-TSI-Ottomotor mit Turboaufladung leistet im Bacalar 485 kW (659 PS) und hat ein Höchstdrehmoment von 900 Nm. Die Kraft wird mit einem Achtgang-Doppelkupplungsgetriebe und ein Verteilergetriebe an die Hinterräder abgegeben; bei Bedarf schaltet er auf Allradantrieb um. Bei einem ersten Test soll eine Geschwindigkeit von 322 km/h erreicht worden sein. Aus dem Stand soll der Bacalar in 3,5 Sekunden auf 100 km/h beschleunigen. Die Herstellungszeit des Motors betrug mit 45 Mitarbeitern sechseinhalb Stunden. Ab 2021 wurde diese Version des Motors im Bentley Continental GT Speed und der entsprechenden Cabrioversion GTC Speed eingesetzt. Die Zylinder sind in vier Bänken angeordnet, wobei je zwei sich wie bei einem VR-Motor einen gemeinsamen Zylinderkopf teilen (Doppel-V-Motor). Der Hersteller nennt diese Konfiguration W-Motor, dieser Begriff bezeichnet herkömmlich Motoren mit drei Zylinderbänken.
Der Wagen hat ein 48-Volt-Bordnetz, mit dem auch der Kompressor der Luftfederung arbeitet. Die Spur ist hinten 20 Millimeter breiter als beim Continental GT. Das Gesamtgewicht des Bacalar beträgt 2405 kg.
Die Innenausstattung wurde nach Kundenwunsch gefertigt. Dabei standen auch nachhaltigere Materialien wie Naturwolle und Moorhölzer zur Wahl.